# Isogamus czarnohorensis
Isogamus czarnohorensis är en nattsländeart som först beskrevs av Dziedzielewicz 1912.  Isogamus czarnohorensis ingår i släktet Isogamus och familjen husmasknattsländor. Inga underarter finns listade i Catalogue of Life.